# Kumbala
«Kumbala» es una canción de la banda de rock mexicana Maldita Vecindad, grabada en su disco de 1991, El circo.

## Historia
Maldita Vecindad señalan que no realizaron la canción inspirados en específico en algún antro o centro nocturno en específico, sino como un homenaje a las cantinas de la Ciudad de México de la década de 1940. Sin embargo, debido al éxito de la canción, establecimientos de baile comenzaron a utilizar dicho nombre.
La canción es obra de Eulalio Cervantes Galarza (Sax), Roco, Aldo Acuña, Adrián Navarro Lobito, José Luis Paredes Pacho y Enrique Montes Pato.

## Características

### Música
La canción en su grabación original tiene una duración de 4:28 minutos, está en la tonalidad de Mi menor, y tiene una velocidad metronómica de 120 pulsaciones por minuto ( = 120). Tiene un ritmo de danzón, que comienza con una introducción de vientos metales. La canción incluye un cambio de ritmo al final, con un clímax instrumental. La introducción de saxofón de Eulalio Cervantes Galarza, alías Sax, así como su solo, es característico de esta canción.

### Letra
La letra de la canción hace alusión a un salón de baile citadino con luces tenues de neón; asimismo se describen las sesiones de baile, amoríos y caricias.

## El circo
«Kumbala» es la quinta pista del disco El circo, que fue publicado en México el 13 de agosto de 1991.

## Otras grabaciones
- Rock en tu Idioma Sinfónico vol. I, Francisco Familiar, Camerata Metropolitana, Sony Music, 2016.[7]
- Como la sal, de Susana Zabaleta. 2018.[8]
- Noches de cabaret Vol. 2. La Sonora Santanera y Maldita vecindad, GNAV / Warner Music México, 2019.[9]